# Kamila Przybyła
Kamila Przybyła (ur. 3 maja 1996) – polska lekkoatletka specjalizująca się w skoku o tyczce.
Wyrównując rekord Polski juniorek młodszych, zajęła 7. miejsce na mistrzostwach świata juniorów młodszych w Doniecku (2013). W 2014 bez awansu do finału startowała na juniorskich mistrzostwach świata w Eugene. Brązowa medalistka mistrzostw Europy juniorów w Eskilstunie (2015). Czwarta zawodniczka młodzieżowych mistrzostw Europy (2017).
Rekordzistka Polski juniorek w hali (4,22), była rekordzistka kraju juniorek na stadionie (4,30).
Medalistka mistrzostw Polski młodzików, kadetów, juniorów oraz młodzieżowców, rekordzistka Polski w juniorskich kategoriach wiekowych. Młodzieżowa mistrzyni Polski (2016). Wicemistrzyni Polski seniorek (2016, 2017), halowa mistrzyni kraju w tej kategorii (2017 i 2018).

## Osiągnięcia
| Rok  | Impreza                                 | Miejsce    | Lokata            | Wynik |
| ---- | --------------------------------------- | ---------- | ----------------- | ----- |
| 2013 | Mistrzostwa świata juniorów młodszych   | Donieck    | 7. miejsce        | 4,05  |
| 2013 | Mistrzostwa Europy Juniorów             | Rieti      | el. – 20. miejsce | 3,80  |
| 2014 | Mistrzostwa świata juniorów             | Eugene     | el. – 17. miejsce | 4,00  |
| 2015 | Mistrzostwa Europy juniorów             | Eskilstuna | 3. miejsce        | 4,20  |
| 2017 | Superliga drużynowych mistrzostw Europy | Lille      | 8. miejsce        | 4,20  |
| 2017 | Młodzieżowe mistrzostwa Europy          | Bydgoszcz  | 4. miejsce        | 4,40  |

## Rekordy życiowe
| Konkurencja             | Rezultat | Data                                   | Miejsce    | Uwagi                         |
| ----------------------- | -------- | -------------------------------------- | ---------- | ----------------------------- |
| skok o tyczce (stadion) | 4,40     | 15 lipca 2017(dts)                     | Bydgoszcz  | Mistrzostwa Europy do lat 23. |
| skok o tyczce (hala)    | 4,30     | 6 marca 2016(dts) 18 czerwca 2017(dts) | Toruń Piła |                               |